# Ахалский договор
Ахалский договор — договор, подписанный 21 сентября 1881 года между Российской империей и Персией, по которому Туркмения перешла под контроль Российской империи. 

## История
К концу XIX века перед Российской империей стояла задача не допустить английской экспансии в Средней Азии. Для этого было необходимо завоевать Туркестан. В этом случае почти весь бассейн Каспийского моря был бы под контролем России.
После Ахал-текинской экспедиции и взятия Геок-Тепе генералом Скобелевым, правитель Персии Насер ад-Дин Шах отправил своего министра иностранных дел Мирзу Саид-хан Ансари на встречу с Иваном Зиновьевым для подготовки подписания договора который урегулировал бы отношения России и Персии в средней Азии.
Согласно этому договору, Персия потеряла влияние на Среднюю Азию и перестала претендовать на Туркестан и Мавераннахр. По этому договору в 1884 году Мерв, Сарахс, Асхабад и прилегающие районы перешли под контроль России.Также этот договор установив реку Атрек в качестве новой границы между Россией и Персией.
После присоединения к Российской империи территории Туркмении получили название Закаспийская область.